# 王德謙
王德谦（?—?），南宋宦官。
王德谦开始为嘉王府都监，备受亲幸。太上皇宋孝宗病重，宋光宗称病，久不朝重华宫。孝宗病故，嘉王赵扩即位为宋宁宗，王德谦官至累迁昭庆军承宣使、内侍省押班，赐给宅第。王德谦骄恣犯法，吃穿比拟皇帝，出入有时以导驾灯笼自奉。为人求官，赃物以数万以计。朝官都依附他，中书舍人吴宗旦和他互相利用。韩侂胄和他争权，他多次以巧计胜出。韩侂胄联合侍御史排挤他，宋宁宗下诏送他到广德军居住。临安府尹弹劾他贪赃僭越，皇帝降他为团练使，移居抚州。台谏以他奸诡，定他不赦之罪，于是被废斥在抚州死去。

## 延伸阅读
[在维基数据编辑]
 《宋史/卷469》，出自脱脱《宋史》